# کتابخانه و موزه ریاست جمهوری کلوین کولیج

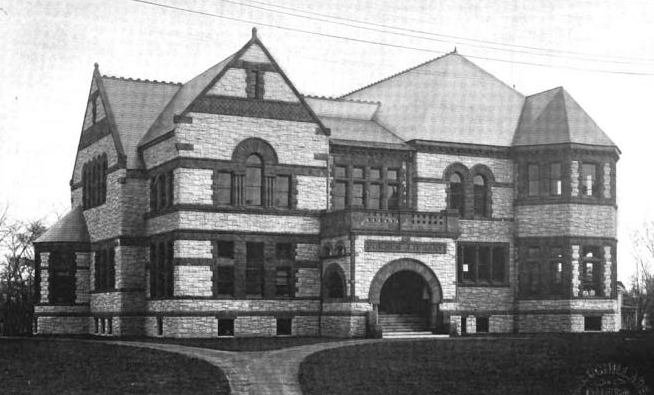
نگاره‌ای کهن از کتابخانه و موزه ریاست جمهوری کلوین کولیج - ۱۸۹۹

کتابخانه و موزه ریاست جمهوری کلوین کولیج (به انگلیسی: Calvin Coolidge Presidential Library and Museum) یک مرکز فرهنگی و کتابخانه اسناد دولتی دوران ریاست جمهوری کلوین کولیج است.
این مرکز در ماساچوست قرار دارد.